# DHL Fastest Pit Stop Award
DHL Fastest Pit Stop Award är ett pris inom Formel 1 som tilldelas konstruktören med flest snabbaste depåstopp under en säsong. Priset delades för första gången ut säsongen 2015 och dess sponsor är logistikföretaget DHL. Priset har vunnits flest gånger av Red Bull Racing.

## Vinnare
| År   | Konstruktör     | Bil                           | Snabbaste depåstopp | Poäng      | Referenser |
| ---- | --------------- | ----------------------------- | ------------------- | ---------- | ---------- |
| 2015 | Ferrari         | Ferrari SF15-T                | 7                   | Inga poäng | [ 2 ]      |
| 2016 | Williams        | Williams FW38                 | 14                  | Inga poäng | [ 3 ]      |
| 2017 | Mercedes        | Mercedes AMG F1 W08 EQ Power+ | 6                   | 472        | [ 4 ]      |
| 2018 | Red Bull Racing | Red Bull Racing RB14          | 5                   | 466        | [ 5 ]      |
| 2019 | Red Bull Racing | Red Bull Racing RB15          | 9                   | 504        | [ 6 ]      |
| 2020 | Red Bull Racing | Red Bull Racing RB16          | 15                  | 555        | [ 7 ]      |
| 2021 | Red Bull Racing | Red Bull Racing RB16          | 12                  | -          | -          |